# 山谷風

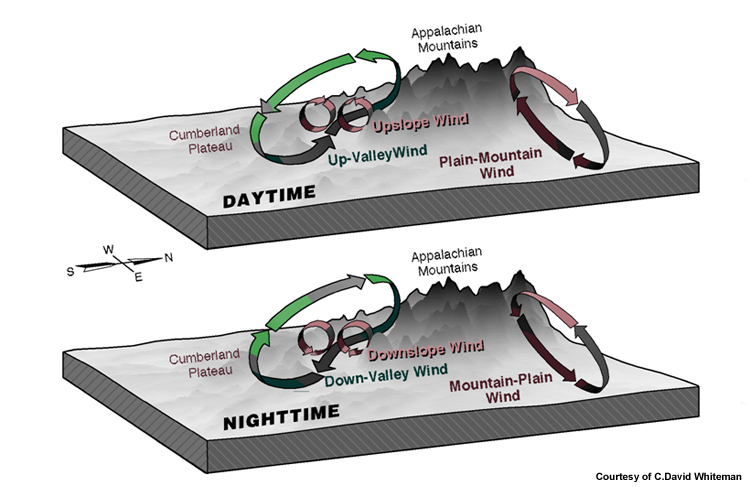
山谷風の風系（循環）の模式図。この図はアメリカアパラチア山脈の例で、谷沿いおよび谷交差の2つの風系に加えて、山地-平野の風系も描かれている。

| 谷に沿う向きに上昇・下降する風と谷に交差する向きに上昇・下降する風 |  | 谷に沿う向きに上昇・下降する風と谷に交差する向きに上昇・下降する風 |
| 谷に沿う向きに上昇・下降する風と谷に交差する向きに上昇・下降する風 |  |                                                                    |

山谷風（やまたにかぜ）とは盆地や谷、山沿いの平野などに見られる風であり、昼は谷から山へ、夜は山から谷へと風向が変化する。
山風・谷風は狭義には谷沿いに上昇・下降する風を指し、広義には山の斜面を上昇・下降する風を含める。また山谷風循環に伴う風だけではなく、総観スケールの風が地形の作用を受けて生じる谷筋に沿う風も山風・谷風と呼ぶことがある。

## 原因と原理

### 山風と谷風
山谷風の風系（循環）は、谷の向き（あるいは渓谷の底の川筋）に沿う方向の風系と谷に交差する向きの風系が合わさったものである。熱による循環で、海陸風と類似した部分がある。
日中、日射により加熱される山の斜面に接する空気は暖められて上昇する。はじめの等圧面が水平と仮定すると、斜面に接する暖かい空気は同じ高さの谷底の上空よりも気圧が低くなる。暖かい空気は圧力勾配に従って、鉛直ではなく、谷底から斜面上方へと斜面に押し付けられるような形で上昇する。この機構は滑昇風で、斜面上昇風ともいう。
斜面の空気が相対的に暖まりやすい原理として、水平方向の断面積あたりの日射量に対する加熱される空気の容積の比率の違い、つまり斜面のほうが日射に対する空気の容積が小さいことも挙げられる。
斜面に沿い上昇した暖気は山の頂上を超えると鉛直に上昇し、よく山の反対側の上昇気流と合流する。また、斜面での上昇に対して上空では弱い逆向きの風（反流）が生じる。
斜面での上昇および反流が谷底で下降して加温する効果によって谷底の地表でも気圧が下がり、谷の低い方から高い方へと生じた圧力勾配に従い谷に沿って昇る風（狭義の谷風）が吹く。また、こちらも上空では弱い反流が生じる。
夜間、日中とは逆に山の斜面に接する空気は冷やされて、同じ高さの谷底の上空よりも気圧が高くなり、斜面に沿って冷気が下降する。谷底に冷たい空気が収束して気圧が高まり、谷底から上空への上昇が生じ、上空で山頂に向かう反流が生じるこの機構は滑降風で、斜面下降風ともいう。
気圧が高まった谷底の地表では、谷の高い方から低い方へと生じた圧力勾配に従い谷に沿って降りる風（狭義の山風）が吹く。また、こちらも上空では弱い反流が生じる。
斜面に囲まれた盆地地形では、集まった冷気が滞留して冷気湖という冷たい空気の塊を形成することがある。
斜面の上部の滑降風は谷底まで届かないことがよくある。成層をなす冷気の層に達して拡散したり、より高いところで乱流になったりする。この性質がひとつの理由となって、斜面の中腹から上部にかけての一定の高度に周囲よりも気温が高い領域（斜面温暖帯または山腹温暖帯という）が形成されることがある。斜面温暖帯はその下より霜日数が少なく果樹園の適地となる。
谷風・山風は高気圧の圏内にあるなどして総観スケールの風が穏やかなときに現れる一方、低気圧が近づくなどすると乱れる。典型的には、谷風は日の出およそ1 - 4時間後に開始し、日没後もしばらく続く。風速は地表で3 - 5メートル毎秒(m/s)程度、地表からやや離れた上空では5 m/sを超える。山風は日没およそ1 - 4時間後に開始し、風速は地表からやや離れた上空では7 - 10 m/sを超える。発達した山谷風循環は谷の高さと同程度に達する。

### 山谷風の様相
谷が平地に面したところでは、山風が平地に出て何キロメートルも進むことがある (outflow jet, valley exit jet)。平地に流れ出てから風速が最大となるが、谷の出口で冷気層が扇形に広がると同時に厚さを減じることで位置エネルギーが運動エネルギーに変換されることが主な理由と考えられる。
斜面の傾斜と日射の角度の関係で、山の両側ではたいてい谷風・山風の強さが異なる。谷筋の方角によっても谷風・山風の時間の前後は特徴付けられる。日の出直後や日没直前の太陽が低い時間には、日の当たる側は滑昇風、日陰となる側は滑降風が吹く。谷の両側で日陰の滑降風と日なたの滑昇風がつながることもある。
日本のように平野が狭く山が海岸に迫るような地域では、日中は海風と谷風がつながったような風況がみられる。更に、例えば夏は太平洋高気圧による南寄りの風と熱的低気圧の影響があって、京浜工業地帯から長野県まで大気汚染物質が到達する例もある。
広い平野がある地域では、山谷風の作用により日中は平野から山地へ、夜間は山地から平野へと風が吹く風系 (mountain–plains wind systems) があることが知られている。
比較的乾燥した地域や、そうでない地域でも乾季には、地表面の顕熱流束が増しボーエン比が大きくなる特に午後には、大気境界層内で厚みを増した混合層が地表に達して谷風を遮る。
また、山から乾燥した高温の風が吹き降ろすフェーンと山谷風がぶつかると、フェーンの昇温を弱めることがある。
日本の中央高地一帯では、静穏な夏の日の日照の日変化に特徴がみられる。比較的大きな盆地に位置する甲府、長野、松本、上田では10時前後から15時ごろまで、比較的小さい谷に位置するアメダスの身延町中富、南木曽、白馬では10時から12時ごろまで、平野部よりも日照時間が有意に長く雲が少ない。一方、山岳に位置する草津、日光、軽井沢、山中は朝を除き日照時間が短く、夕方は特に短くなる。これらは、山谷風が雲を作る水蒸気を谷から山へ輸送する効果が要因と考えられている。
山岳での活動においては、山谷風の変化が毎日規則的なときは好天の、乱れるときは天気の悪化のひとつの目安となる。